# Parlamentsvalget i Storbritannien 2019
Parlamentsvalget i Storbritannien 2019 var et ekstraordinært valg til nyt Underhus i Storbritannien, som fandt sted 12. december 2019. Valget blev gennemført i Storbritanniens 650 enkeltmandskredse, således at en regering skulle vinde et parlamentarisk flertal på 326 pladser. I praksis kan der opnås flertal med færre pladser, eftersom Sinn Féin, som fik syv pladser i Nordirland ved det forrige parlamentsvalg, traditionelt nægter at sværge troskab til dronningen og således ikke har stemmeret i Underhuset.

## Forhistorie
Valget fandt sted efter, at Underhuset den 29. oktober vedtog at afholde et fremskyndet valg, eftersom det ikke havde været muligt at nå til enighed om "Brexit", Storbritanniens udmeldelse fra EU.

## Hovedspørgsmål
Valget bliver tillagt særlig betydning, idet det også regnes som en afstemning om processen omkring Brexit, som havde præget britisk politik og samfund siden folkeafstemningen 23. juni 2016, men endnu ikke havde ført til et konkret resultat. Landets offentlige sundhedsvæsen, National Health Service, var også et valgkampemne, specielt fra det venstreorienterede Labour Partys side. Partiet hævdede, at kvaliteten var i fare både af en potentiel handelsaftale med USA og Det konservative partis politik generelt. De konservative fremholdt derimod, at de vil forøge midlerne til landets sundhedsvæsen.
Det socialiberale parti Liberal Democrats gjorde sin modstand mod Brexit til hovedmomentet i sin valgkamp, og forpligtede sig til at annullere hele udmeldelsen, hvis partiet fik regeringsmagten.

## Valgsamarbeide og alliancer
Forud for parlamentsvalget valgte nogle partier at undlade at stille op i bestemte valgkredse for at undgå at skade et andet parti med en lignende ideologi, den så kaldte spoilereffekt.
Liberaldemokraterne, Green Party og Plaid Cymru dannede forud for valget valgalliancen Unite to Remain. Formålet var at forene de partier, som ønskede Storbritanniens forbliven i EU. Alliancen betød i praksis, at i 60 af de 650 valgkredse opstillede kun et af partierne med en kandidat.
Brexitpartiet tilbød forud for valget at indgå en valgalliance med de Konservative for at forøge antallet af repræsentanter i parlamentet, som støtter Brexit. Dette blev imidlertid afvist af Boris Johnson. Trods denne afvisning valgte Brexitpartiet at ikke opstille kandidater i de 317 valgkredse, som det Konservative parti vandt i det foregående valg i 2017.
Også i Nordirland har forskellige partier valgt at undlade at opstille kandidater til støtte for et andet parti.

## Meningsmålinger
Diagrammet viser resultatet af meningsmålinger siden valget 2017.

## Resultat

### Valgdagsmålingen
Valgdagsmålingen, som blev foretaget blandt borgere idet de forlod valglokalerne, tydede på et meget godt resultat for de konservative, som var forventet at få rent flertal med 368 repræsentanter, mens Labour ville tabe omkring 70 og ende med 191. Det ville være det værste resultatet for partiet siden 1935. For de fleste andre partier viste målingen kun mindre udsving. Brexitpartiet kom ifølge målingen ikke ind med repræsentation i Underhuset. Disse målinger har traditionelt givet ret præcise forudsigelser om de endelige valgresultater.

### Udfald
De konservative vandt 66 pladser og gik fra 298 til 364. Labour mistede 39 pladser og gik fra 242 til 203. Liberaldemokraterne mistede 1 plads og gik fra 12 til 11. Det skotske Nationalistparti vandt 13 pladser og gik fra 35 til 48.